# Beerse
Beerse è un comune belga di 17 550 abitanti nelle Fiandre (Provincia di Anversa).

## Economia
A Beerse ha sede la Janssen Pharmaceutica, fondata in codesta città nel 1953.

## Suddivisioni
Il comune è costituito dai seguenti distretti:
- Beerse
- Vlimmeren